# Hydnora visseri
Hydnora visseri är en tvåhjärtbladig växtart som beskrevs av Bolin, E.Maass & Musselman. Hydnora visseri ingår i släktet Hydnora och familjen Hydnoraceae. Inga underarter finns listade i Catalogue of Life.